# 武内俊二郎
武内 俊二郎（たけうち としじろう、1888年（明治21年）11月20日 - 1944年（昭和19年）8月30日）は、大日本帝国陸軍軍人。最終階級は陸軍中将。

## 経歴
1888年（明治21年）に愛媛県で生まれた。陸軍士官学校第23期、陸軍大学校第32期卒業。米国駐在を経て、1931年（昭和6年）に支那駐屯軍参謀長、1932年（昭和7年）1月に支那駐屯軍高級参謀を歴任。同年4月に駐メキシコ武官に転じ、1934年（昭和9年）8月に陸軍輜重兵大佐に進級。12月には陸軍自動車学校教官に転じ、1935年（昭和10年）に輜重兵第3大隊長、1936年（昭和11年）に輜重兵第3連隊長と歴任。
1937年（昭和12年）8月に陸軍自動車学校幹事、9月に自動車隊長を経て、1938年（昭和13年）に陸軍少将に進級。輜重兵監部附に転じ、1939年（昭和14年）に陸軍自動車学校長を経て、1940年に（昭和15年）に輜重兵監に着任し、1941年（昭和16年）6月に陸軍中将に進級した。同年10月15日に第116師団長に親補され、日中戦争に出動。安慶に駐屯し、討伐戦や兵站基地の守備に当った。1943年（昭和18年）6月10日に参謀本部附となり、7月4日に予備役に編入された。

## 栄典
勲章等
- 1940年（昭和15年）8月15日 - 紀元二千六百年祝典記念章[3]